# Матис, Жан Николя Элуа
Жан Николя Элуа Матис (фр. Jean Nicolas Éloi Mathis; 1771—1841) — французский военный деятель, бригадный генерал (1815 год), барон (1809 год), участник революционных и наполеоновских войн.

## Биография
12 апреля 1793 года произведён в капитаны 1-го гусарского полка, и с 1793 по 1795 годы сражался в рядах армии Восточных Пиренеев, прежде чем присоединиться к Итальянской армии на следующий год.
22 ноября 1801 года возглавил гидов в армии генерала Леклерка, предназначенной для экспедиции на Сан-Доминго, 21 мая 1802 года стал командиром эскадрона. 18 апреля 1803 году получил под своё начало эскадрон 1-го гусарского полка, а 21 апреля 1805 года переведён в том же звании в 7-й гусарский.
С 1805 по 1807 годы он участвовал в кампаниях в Австрии, Пруссии и Польше, ранен 26 октября 1806 года в битве при Цеденике. 17 января 1807 года произведён в полковники, и возглавил 2-й конно-егерский полк. 17 марта 1808 года получил дотацию в 4000 франков с Вестфалии.
В Русской кампании 1812 года действует в составе 1-й бригады Пажоля 1-го корпуса маршала Даву. Участвовал в боях в Смоленске 16-17 августа 1812 года, при Бородино 7 сентября, и Красном с 15 по 18 ноября.
Во время «Ста Дней» произведён в бригадные генералы 9 июня 1815 года, но при второй реставрации Бурбонов повышение отменено королевским указом от 1 августа 1815 года, и Матис был отправлен в отставку.

## Титулы
- Барон Матис и Империи (фр. baron de Mathis et de l'Empire; декрет от 19 марта 1808 года, патент подтверждён 15 октября 1809 года)[1].

## Награды
Легионер ордена Почётного легиона (14 марта 1806 года)
 Офицер ордена Почётного легиона (7 июля 1807 года)
 Кавалер военного ордена Святого Людовика (1814 год)